# Scaptia auriflua
Scaptia auriflua är en tvåvingeart som först beskrevs av Donovan 1805. Arten ingår i släktet Scaptia och familjen bromsar. Inga underarter finns listade i Catalogue of Life.

## Bildgalleri

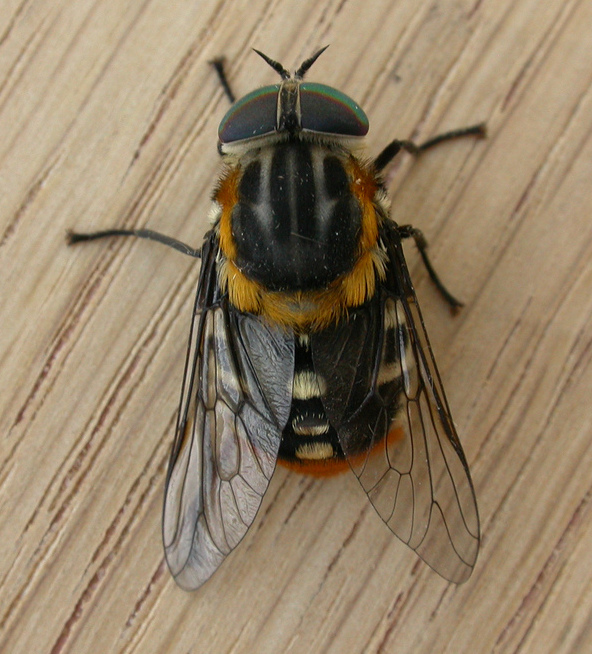
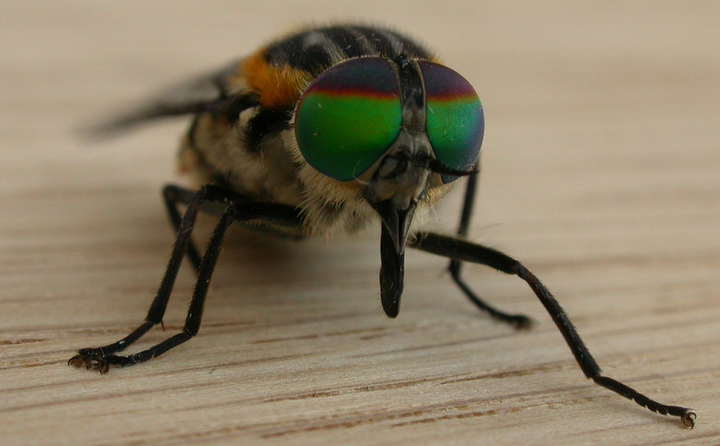